# Simonetta Stefanelli
Pour les articles homonymes, voir Stefanelli.
Simonetta Stefanelli, née le 30 novembre 1954 à Rome dans la région du Latium en Italie, est une actrice italienne. 
Elle est principalement connue pour son rôle d’Apollonia Vitelli-Corleone dans le film Le Parrain (The Godfather) de Francis Ford Coppola. Ex-compagne de l’acteur et réalisateur Michele Placido, elle est la mère de l’actrice et chanteuse Violante Placido et de l’acteur Brenno Placido (it).

## Biographie
Simonetta Stefanelli naît à Rome en 1954. Elle commence sa carrière d’actrice en 1968 par un rôle secondaire dans le film La moglie giapponese de Gian Luigi Polidoro. En 1971, elle joue le rôle de la fille de Lorenzo Santenocito, un puissant homme d'affaires incarné par Vittorio Gassman dans le drame Au nom du peuple italien de Dino Risi. La même année, elle donne la réplique à Barbara Bouchet et Marisa Merlini dans la comédie érotique Non commettere atti impuri (it) de Giulio Petroni et obtient un rôle secondaire dans Homo eroticus, une autre comédie réalisé par Marco Vicario.
En 1972, elle joue dans le film de gangsters Le Parrain de Francis Ford Coppola, aux côtés notamment de Marlon Brando, Al Pacino, James Caan, Diane Keaton et Robert Duvall. Elle incarne le personnage d’Apollonia Vitelli-Corleone, la première femme de Michael Corleone (Al Pacino) qu’il épouse lors de son exil en Sicile.
À la suite de l’énorme succès du film, elle se voit proposer une carrière à Hollywood qu’elle décline pour rester en Italie. Elle apparaît alors dans plusieurs comédies érotiques italiennes, dont Péchés en famille (it) de Bruno Gaburro en 1975 dans lequel elle donne la réplique à son mari l’acteur Michele Placido. Parmi d’autres rôles, elle apparaît également dans le film historique Il caso Pisciotta d'Eriprando Visconti consacré au criminel sicilien Gaspare Pisciotta et prend part en 1974 au film anglo-italien Moïse de Gianfranco De Bosio aux côtés de Burt Lancaster, Ingrid Thulin, Anthony Quayle, Irène Papas et Mario Ferrari et inspiré du Livre de l'Exode.

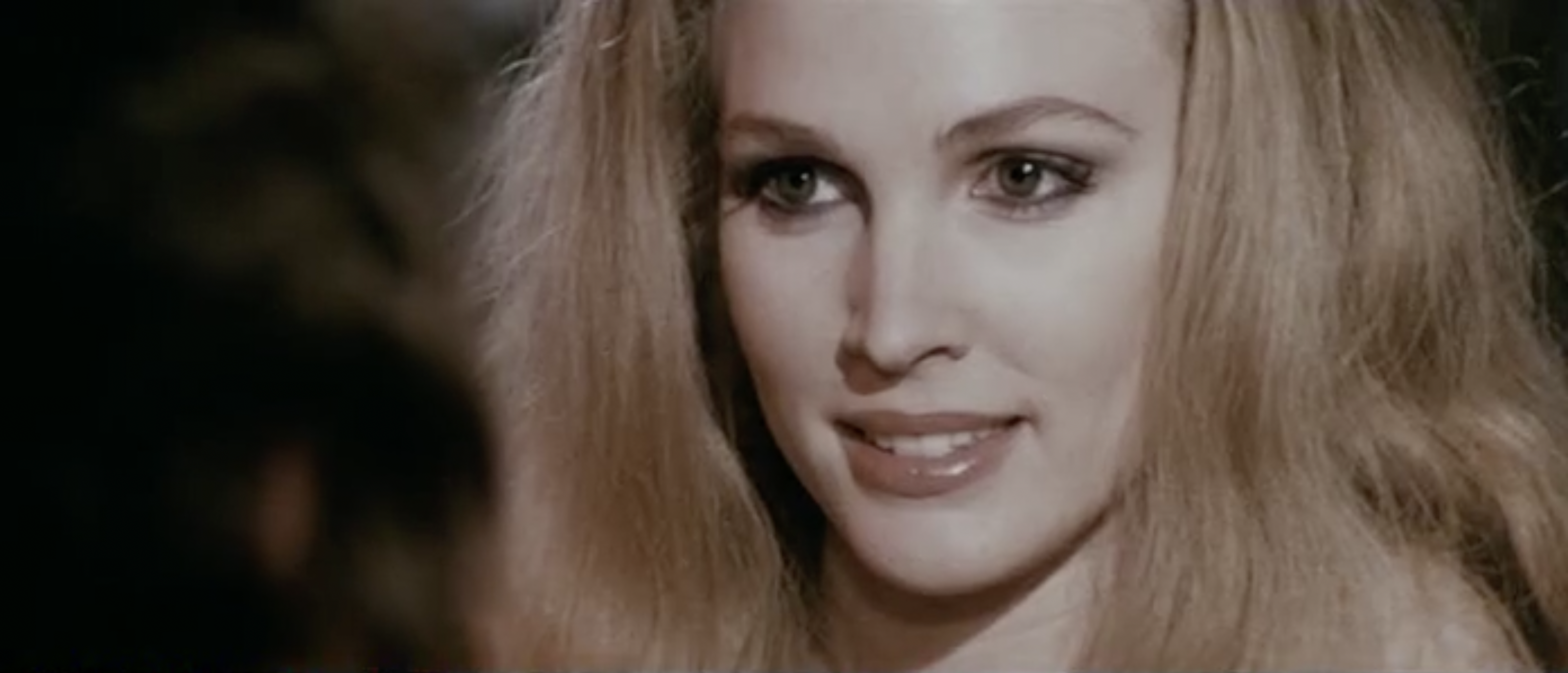
Simonetta Stefanelli dans ' (1974).

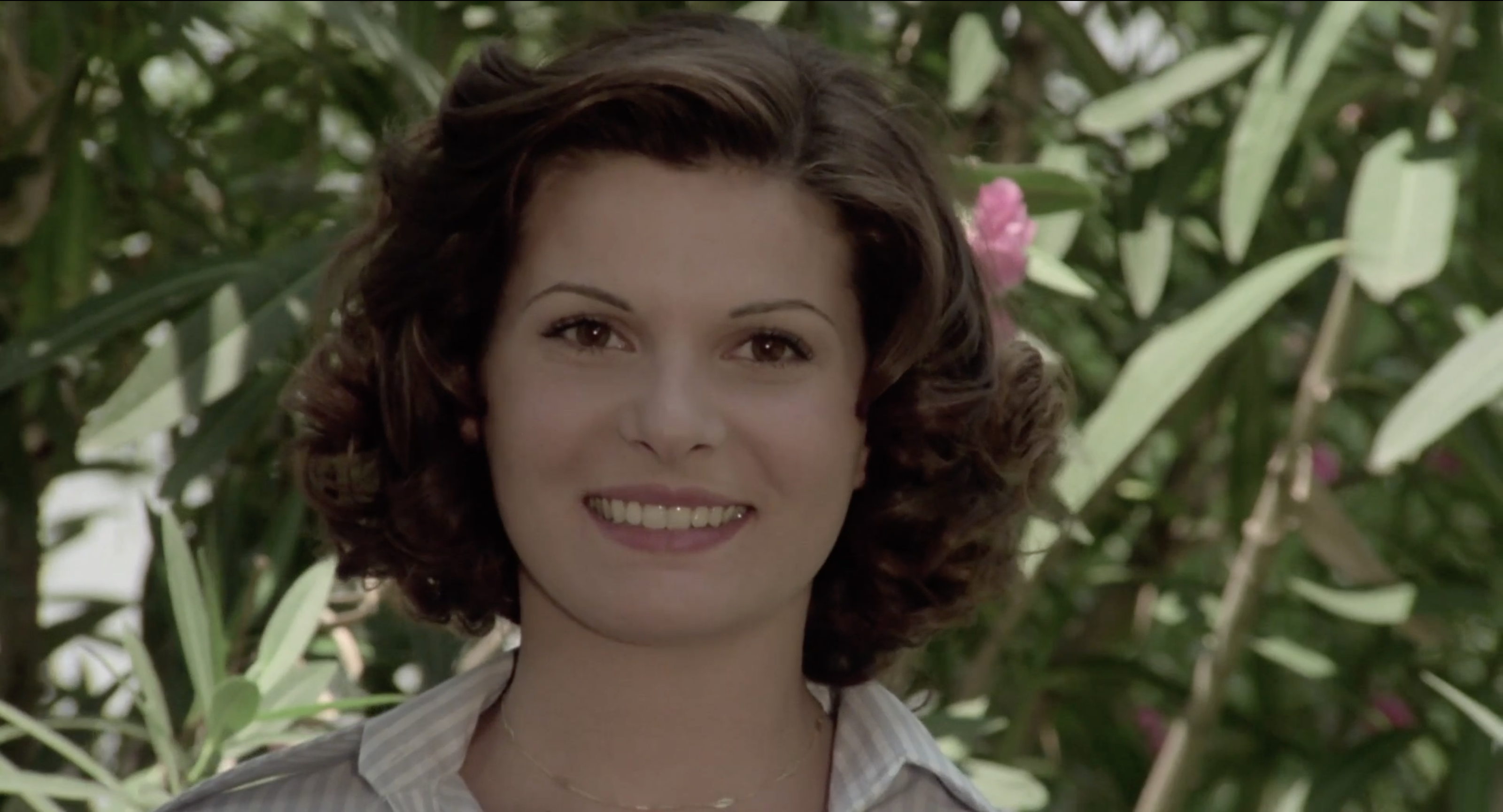
Simonetta Stefanelli dans La nuora giovane (1975).

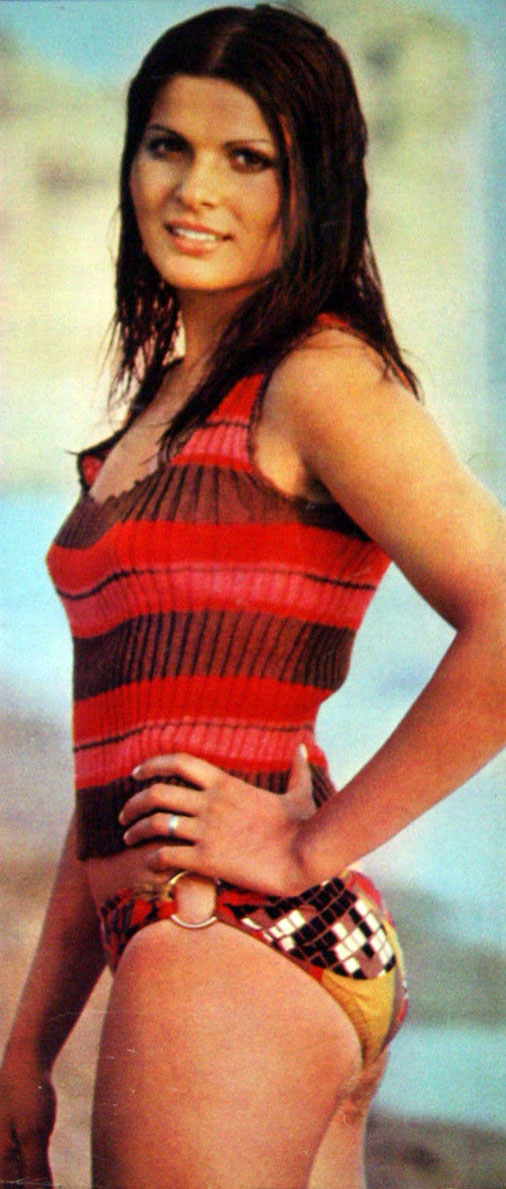
Simonetta Stefanelli en 1971.

Elle marque une pause en 1975 et donne naissance à une fille, Violante, en 1976. Elle signe son retour au cinéma en 1981 dans le drame Trois Frères de Francesco Rosi dans lequel son mari tient l’un des principaux rôles. Elle apparaît par la suite dans la comédie érotique L'Art d'aimer de Walerian Borowczyk en 1983 et dans le film à sketches Grandi magazzini de Franco Castellano et Giuseppe Moccia en 1986. Elle y joue un petit rôle, celui de la secrétaire du directeur, un rôle qui est tenu par son mari. Elle accouche d’un premier fils en 1989, Michelangelo, puis d’un second en 1991, Brenno (it).
En 1992, elle est la mère de la débutante Claudia Pandolfi dans le film pour adolescents Le amiche del cuore de Michele Placido. Elle met ensuite fin à sa carrière et divorce en 1994, vivant un temps à Londres. Elle possède notamment un magasin de vêtements à Rome où elle expose ses créations.

## Filmographie

### Cinéma
- 1968 : La moglie giapponese de Gian Luigi Polidoro
- 1970 : Que fais-tu grande folle ? (Splendori e miserie di Madame Royale), de Vittorio Caprioli
- 1971 : Homo eroticus de Marco Vicario : La fille de Tano
- 1971 : Non commettere atti impuri (it) de Giulio Petroni : Maria Teresa
- 1971 : Au nom du peuple italien (In nome del popolo italiano) de Dino Risi : Giugi Santenocito
- 1972 : Le Parrain (The Godfather) de Francis Ford Coppola : Apollonia
- 1972 : Enquête sur la mort par empoisonnement du détenu Pisciotta Gaspare (Il caso Pisciotta) d'Eriprando Visconti : Anna
- 1973 : Gli amici degli amici hanno saputo de Fulvio Marcolin (de)
- 1973 : L'onorata famiglia: Uccidere è cosa nostra de Tonino Ricci : Mme Vitale
- 1973 : El mejor alcalde, el rey de Rafael Gil : Elvira
- 1974 : La profanazione de Tiziano Longo : Sœur Angela
- 1974 : Moïse (Mosè) de Gianfranco De Bosio (version cinéma) : Cozbi
- 1974 : Lucrezia giovane (it) de Luciano Ercoli : Lucrezia Borgia
- 1975 : Péchés en famille (it) (Peccati in famiglia) de Bruno Gaburro : Doris
- 1975 : La nuora giovane de Luigi Russo : Flora
- 1981 : Trois Frères (Tre fratelli) de Francesco Rosi : La femme du jeune Donato
- 1981 : Point de mire (it) (Il falco e la colomba) de Fabrizio Lori (it) : Rita Alemani
- 1983 : L'Art d'aimer (Ars amandi) de Walerian Borowczyk : Veuve Nereus
- 1986 : Grandi magazzini de Franco Castellano et Giuseppe Moccia : Marisa Romano
- 1992 : Les Amies de cœur (Le amiche del cuore) de Michele Placido : Giuliana

### Télévision
- 1971 : Die Sonne angreifen (Téléfilm) : Henia
- 1974 : Ho incontrato un'ombra de Daniele D'Anza (Série TV) : Gal Fabian
- 1974 : Moïse (Mosè) de Gianfranco De Bosio (version télévisée) : Cozbi
- 1977 : Le Parrain (The Godfather: A Novel for Television) de Francis Ford Coppola (Série TV) : Apollonia Vitelli Corleone
- 1983 : Quer pasticciaccio brutto de via Merulana de Piero Schivazappa (Série TV) : Assuntina
- 1988 : Non basta una vita de Mario Caiano (Série TV) : Stefania
- 1992 : Scoop de Josè Maria Sanchez (Série TV) : Angela